# 山林小猎人
《山林小猎人》是園山俊二画的日本的漫画作品。

## 介绍
背景是原始时代，讲的是原始人小刚和父母在野外生活，在一个偶然和大猩猩成为朋友，剧情里也一起经历各种磨难。

## 関連項目
- 漫画肉